# System prawny Stanów Zjednoczonych
System prawny Stanów Zjednoczonych – w Stanach Zjednoczonych obowiązuje system prawa typu common law, wywodzący się bezpośrednio z prawa angielskiego. Z uwagi na federacyjny charakter państwa system prawny ma charakter dwustopniowy, w którym stanowe systemy prawne współistnieją z ogólnokrajowym systemem prawa (pluralizm prawa).

## Korzenie amerykańskiego systemu prawnego
Przed rewolucją amerykańską na terenie kolonii amerykańskich obowiązywało prawo angielskie. Zostało ono w dużej mierze zachowane także po uzyskaniu niepodległości. Wyjątkiem były kwestie konstytucyjne oraz prawa rzeczowego (property law), mające w systemie angielskim charakter feudalny. Zrezygnowano również z podziału na barristers i solicitors. Prawo Stanów Zjednoczonych rozwijało się odtąd samodzielnie, choć nadal pod dużym wpływem prawa angielskiego.
Na niektóre lokalne systemy prawne wpływ miało również prawo francuskie (Luizjana) i hiszpańskie (Portoryko i Luizjana). W XIX wieku duży wpływ na całe prawo amerykańskie miało również prawo niemieckie. W ogólniejszym sensie na prawo Stanów Zjednoczonych wpłynęły również oświeceniowe idee konstytucyjne wywodzące się z Francji i Szkocji.

## Struktura systemu prawnego

### Pluralizm prawa
Prawo w Stanach Zjednoczonych nie jest systemem jednolitym. Składa się na nie prawo federalne o ściśle ograniczonym obszarze normowania, który jednak jest historycznie zmienny. Obok niego funkcjonują systemy prawne 50 amerykańskich stanów, Dystryktu Columbia oraz terytoriów zależnych. Są one suwerenne we wszystkich obszarach normowania wykraczających poza kompetencje rządu federalnego. Stany przekazały wiele kompetencji prawotwórczych do różnych jednostek podziału administracyjnego (hrabstw, miast, townships, dystryktów) lub agencji rządowych. Z tego powodu również na terenie jednego stanu mogą obowiązywać różne prawa. Autonomicznymi systemami prawnymi są także systemy prawne w rezerwatach Indian.

### Źródła prawa
Podstawowym źródłem prawa w Stanach Zjednoczonych jest konstytucja z 1787 r. dotychczas wprowadzono do niej 27 poprawek, z czego 10 pierwszych (znanych jako karta praw Stanów Zjednoczonych (Bill of Rights)) w 1791 r. Pozostałe źródła prawa muszą być zgodne z konstytucją Stanów Zjednoczonych.
Na większości obszaru Stanów Zjednoczonych zasadnicze znaczenie mają precedensy, tworzące case law, czyli prawo tworzone przez sądy. Sądy, wyrokując w danej sprawie, związane są poprzednimi decyzjami sądów orzekających w podobnych sprawach (stare decisis).
Duże znaczenie ma jednak również prawo ustawowe (statutory law), ustanawiane przez centralne legislatury (federalną i stanowe). Zdaniem niektórych autorów rola i ilość regulacji statutowej jest większa niż w krajach o systemie kontynentalnym. Tym, co odróżnia jednak prawo amerykańskie, jest niewielki stopień kodyfikacji prawa. Tzw. Kodeks Stanów Zjednoczonych jest właściwie kompilacją prawa federalnego i różni się zasadniczo od kontynentalnych kodyfikacji.

## Gałęzie prawa
Podobnie jak w systemie kontynentalnym w Stanach Zjednoczonych wyróżnia się prawo materialne (substantive law) i prawo formalne (procedural law).
Podział na gałęzie prawa nie jest tak sformalizowany jak w systemie kontynentalnym. W ramach prawa materialnego wyróżnia się najczęściej prawo konstytucyjne, prawo karne (criminal law), prawo umów (contract law), prawo deliktów (tort law), prawo rzeczowe (property law). W ramach prawa procesowego wyróżnia się procedurę karną i cywilną.

## Sądownictwo
Podobnie jak władza ustawodawcza w Stanach Zjednoczonych, również władza sądownicza nie ma ściśle scentralizowanej postaci. Oprócz sądownictwa federalnego istnieją więc stanowe systemy sądownictwa. Sądownictwo stanowe rozstrzyga sprawy niezastrzeżone dla sądów federalnych. Każdy stan posiada odrębny system sądownictwa, na którego szczycie stoi Najwyższy Sąd Stanowy.
Sądy federalne w Stanach Zjednoczonych orzekają w sprawach opartych na prawie federalnym oraz są kompetentne do rozstrzygania spraw pomiędzy podmiotami pochodzącymi z różnych stanów. Należą do nich Sąd Najwyższy Stanów Zjednoczonych, 13 sądów apelacyjnych (U.S. Court of Appeal) oraz 94 sądy obwodowe (District Court). Sąd Najwyższy ma kompetencje do uchylania decyzji również sądów stanowych. Obok sądów powszechnych funkcjonują także sądy specjalne (Courts of special jurisdiction), np. sąd podatkowy czy sąd handlu międzynarodowego.